# Tika and The Dissidents

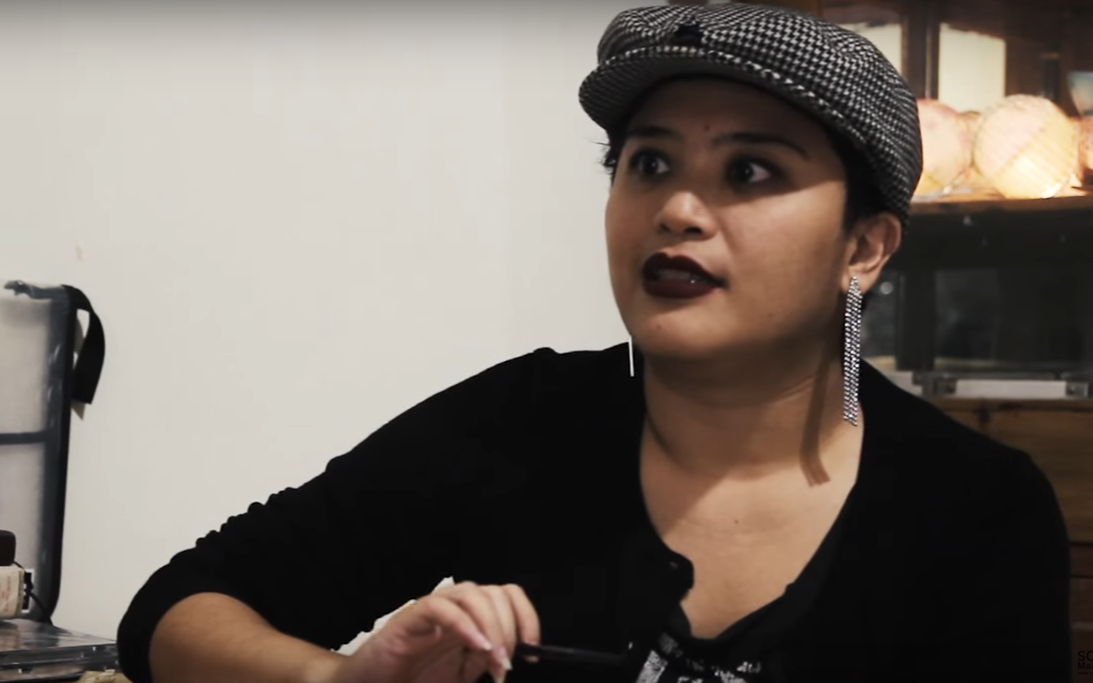
La cantante del grupo 'Tika and the dissidents', Kartika Jahja

Tika and The Dissidents es una banda musical de Indonesia formada en 2006, Tika es apodo de su vocalista Kartika Jahja conocida también como "la diva más caliente de Indonesia". Ella formó esta banda para lanzar su segundo álbum, el género musical que interpretan son el jazz, blues, tango, vals al punk, que es una combinación con apasionadas desafiantes en los que les diferencia la creación de entretenimiento de hiper-conservador.

## Miembros
- Kartika Jahja
- Susan Agiwitanto
- Okky Rahman Oktavian
- Iga Massardi
- Past members

## Anteriores miembros
- Luky Annash
- Panji Gustiano

## Discografía

### Álbumes
- Frozen Love Songs (2005)
- Defrosted Love Songs (2006)
- The Headless Songstress (2009)

### Compilaciones
- Thank You and Good Night Mother – “Saddest Farewell” (Original Soundtrack – Green Studio, 2005)
- 9 Naga – “Asa” (Original Soundtrack - Warner Music Indonesia, 2005)
- Berbagi Suami - “Bengawan Solo” (Original Soundtrack – Aksara Records, 2006)
- Mesin Waktu: Teman-Teman Menyanyikan Lagu Naif - “Dia Adalah Pusaka Seluruh Umat Manusia Yang Ada di Seluruh Dunia” (A Tribute Compilation – Aksara Records, 2007)

- Seruan Indonesia – “Mayday” (Indonesian artists in support of Make Trade Fair, 2007)
- KALA – “Manderlay” (Original Soundtrack – Black Morse Records, 2007)
- Pintu Terlarang – “Home Safe” (Original Soundtrack – Lifelike Records, 2009)

### Colaboraciones
- Dawai Damai – Agrikulture- “New Day” (Aquarius Musikindo, 2007)